# Selección de fútbol australiano de Dinamarca
La selección de fútbol australiano de Dinamarca son el equipo nacional de fútbol australiano de Dinamarca. El equipo se formó en 1992 para jugar contra los North London Lions de la AFL Britain en Dinamarca.
Los Vikings representan a los mejores jugadores nacidos en Dinamarca seleccionados de los clubes de la Liga de Fútbol Australiana Danesa.
Los vikingos visten los colores nacionales rojo y blanco, y la mitad superior del fútbol australiano tiene la forma de un casco "vikingo" con cuernos.
Los partidos internacionales adecuados comenzaron en 1994 cuando Dinamarca jugó un partido internacional en Inglaterra.
En 1995, la DAFL tomó la decisión de excluir a los australianos de su equipo nacional.
Desde entonces, los Vikings han participado en la inauguración de la Copa Internacional de Fútbol Australiano de 2002 celebrada en Melbourne (finalizando cuarto).
El equipo nacional fue uno de los dos equipos (el otro es Nauru) que se retiró del torneo de 2005 debido a la incapacidad de la liga danesa para financiar el viaje.

## Participaciones

### Copa Internacional
- 2002: 4°
- 2005: No participó
- 2008: 11º
- 2011: 8°
- 2014: No participó

### Campeonatos Europeos
- 2010: [1]

## Jugadores

### Equipo actual
Entrenador: Jim Campion (Farum Cats)
- Chris Campion (Farum)
- Christian Møller Larsen (Aalborg)
- Christian Rose (Farum)
- Christoffer Holm Nielsen (Farum)
- Erik Krolmark (North Copenhagen)
- Frederik Schmidt (Farum)
- Frederik Schulin (Århus)
- Jakob Ibsen (North Copenhagen)
- Jens Djernes (Århus)
- Jesper Gjørup (North Copenhagen)
- Joakim Secher (Farum)
- Jonas Holstein (North Copenhagen)
- Kasper Sallander Holm (North Copenhagen)
- Kristian Stetter (Aalborg)
- Mads Buhl (Farum)
- Mikkel Højgaard (Farum)
- Morten Engsbye (Farum)
- Nicolai Secher (Farum)
- Niels Schønnemann (North Copenhagen)
- Pàll Finnsson (Århus)
- Peter Bjarnum (Farum)
- Rasmus Jacobsen (Farum)
- Rene Damborg (Aalborg)
- Thore Lauritzen (Farum)
- Troels Ottesen (Farum)